# Miles Norris
Miles Benjamin Norris, född 15 april 2000 i San Francisco i Kalifornien, är en amerikansk professionell basketspelare (PF) som spelar för Boston Celtics i National Basketball Association (NBA).
Han har också spelat som proffs i Turkiet.
Norris blev aldrig NBA-draftad.
Innan han blev proffs studerade Norris bland annat vid University of Oregon och University of California, Santa Barbara och spelade samtidigt för deras respektive idrottsföreningar Oregon Ducks och UC Santa Barbara Gauchos.